# Adoretosoma chromaticum
Adoretosoma chromaticum är en skalbaggsart som beskrevs av Leon Fairmaire 1886. Adoretosoma chromaticum ingår i släktet Adoretosoma och familjen Rutelidae.

## Underarter
Arten delas in i följande underarter:
- A. c. pulchrum
- A. c. setchuense